# Санчурский район
Са́нчурский райо́н — административно-территориальная единица (район) на юго-западе Кировской области России. В рамках организации местного самоуправления в границах района существует муниципальное образование Санчурский муниципальный округ (с 2004 до 2019 гг. — муниципальный район, с 2019 до 2020 гг. — городской округ).
Административный центр — посёлок городского типа Санчурск.

## География
Санчурский район находится на юго-западе Кировской области.
Граничит с севера — с Кикнурским районом, на северо-востоке — с Яранским районом, на юге — с Республикой Марий Эл и на западе — с Нижегородской областью.
Площадь — 1490 км². Основные реки — Большая Кокшага (мар. Кугу Какшан), Большой Кундыш (мар. Кугу Кундыш), Мамокша.

## История
Автохтонным населением нынешнего Санчурского района являются марийцы. На месте Санчурска находилась марийская крепость.
Район образован в 1929 году из Санчурской и части Юкшумской волости Яранского уезда в составе Котельнического округа Нижегородского края. С 1934 года район в составе Кировского края, а с 1936 года — в Кировской области. В 1945 году разукрупнен в связи с созданием Корляковского района. Укрупнен за счет части территории упраздненных районов: Корляковского — в 1955 году и Кикнурского — в 1959 году.
Указом Президиума Верховного Совета РСФСР от 1 февраля 1963 года Санчурский район упразднён и объединён с Яранским районом. 4 марта 1964 года Санчурский район был восстановлен. В 1965 году часть территории передана восстановленному Кикнурскому району.

## Население
| 1939   | 1959    | 1970    | 1979    | 1989    | 2002    | 2009    | 2010    | 2011    |
| ------ | ------- | ------- | ------- | ------- | ------- | ------- | ------- | ------- |
| 64 743 | ↘46 583 | ↘28 430 | ↘22 364 | ↘18 141 | ↘14 063 | ↘11 490 | ↘10 080 | ↘10 015 |
| 2012   | 2013    | 2014    | 2015    | 2016    | 2017    | 2018    | 2019    | 2020    |
| ↘9553  | ↘9254   | ↘9007   | ↘8723   | ↘8601   | ↘8406   | ↘8205   | ↘8033   | ↘7844   |
| 2021   |         |         |         |         |         |         |         |         |
| ↘7222  |         |         |         |         |         |         |         |         |

### Урбанизация
Городское население (рабочий посёлок Санчурск) составляет  53,52 % от всего населения района (округа).

## Населённые пункты
В Санчурском районе (муниципальном округе) 160 населённых пунктов, в том числе один городской (рабочий посёлок) и 159 сельских населённых пунктов:
| №   | Населённый пункт     | Тип     | Население |
| --- | -------------------- | ------- | --------- |
| 1   | Санчурск             | пгт     | ↘3865     |
| 2   | Абрамово             | деревня | 0         |
| 3   | Агафоново            | деревня | 0         |
| 4   | Агеево               | деревня | 24        |
| 5   | Актаиха              | деревня | 0         |
| 6   | Александровский      | выселок | 0         |
| 7   | Александровский      | починок | 12        |
| 8   | Алексеиха            | село    | 202       |
| 9   | Аннинский            | починок | 0         |
| 10  | Антипино             | деревня | 102       |
| 11  | Арситово             | деревня | 93        |
| 12  | Баимово              | деревня | 5         |
| 13  | Березовка            | деревня | 0         |
| 14  | Большая Поломка      | деревня | 110       |
| 15  | Большая Русская Лиса | деревня | 2         |
| 16  | Большая Удюрма       | деревня | 13        |
| 17  | Большая Шишовка      | деревня | 259       |
| 18  | Большое Киримбаево   | деревня | 18        |
| 19  | Большое Павлово      | деревня | 11        |
| 20  | Большое Поле         | деревня | 0         |
| 21  | Большое Притыкино    | деревня | 1         |
| 22  | Большое Серково      | деревня | 0         |
| 23  | Большой Едун         | деревня | 0         |
| 24  | Большой Ихтиал       | деревня | 116       |
| 25  | Большой Краснояр     | деревня | 5         |
| 26  | Боркино              | деревня | 0         |
| 27  | Бородинские          | деревня | 0         |
| 28  | Букино               | деревня | 0         |
| 29  | Булдыгино            | деревня | 0         |
| 30  | Бурово               | деревня | 0         |
| 31  | Вардушино            | деревня | 1         |
| 32  | Васькино             | деревня | 3         |
| 33  | Ведерниково          | деревня | 10        |
| 34  | Великоречье          | село    | 4         |
| 35  | Витьюм               | деревня | #Н/Д      |
| 36  | Ворохово             | деревня | 7         |
| 37  | Вотчина              | село    | 196       |
| 38  | Вотчинский Кунер     | деревня | 0         |
| 39  | Выползово            | деревня | 125       |
| 40  | Вьезжево             | деревня | 0         |
| 41  | Галицкое             | село    | 203       |
| 42  | Галкино              | деревня | 9         |
| 43  | Гарино               | деревня | 0         |
| 44  | Городище             | село    | 476       |
| 45  | Грязное Павлово      | деревня | 7         |
| 46  | Дмитриевская Патья   | деревня | 1         |
| 47  | Дружинино            | деревня | 0         |
| 48  | Дубовская I          | деревня | 3         |
| 49  | Егутово              | деревня | 7         |
| 50  | Елофимиха            | деревня | 7         |
| 51  | Ембасино             | деревня | 16        |
| 52  | Загорная             | деревня | 17        |
| 53  | Замятино             | деревня | 5         |
| 54  | Заозерье             | деревня | 77        |
| 55  | Заозерье-Малое       | деревня | 0         |
| 56  | Зверево 1            | деревня | 0         |
| 57  | Зверево 2            | деревня | 0         |
| 58  | Зимнячка             | деревня | 0         |
| 59  | Зубцово              | деревня | 31        |
| 60  | Изинур               | деревня | 0         |
| 61  | Икманур              | деревня | 0         |
| 62  | Исаково              | деревня | 2         |
| 63  | Ихта                 | село    | 3         |
| 64  | Казанские            | деревня | 0         |
| 65  | Кайны                | деревня | 0         |
| 66  | Каменново            | деревня | 6         |
| 67  | Кандаково            | деревня | 0         |
| 68  | Кирино               | деревня | 7         |
| 69  | Клесты               | деревня | 3         |
| 70  | Козин                | деревня | 0         |
| 71  | Козьмино             | деревня | 2         |
| 72  | Колотово             | деревня | 93        |
| 73  | Кондратьево          | деревня | 0         |
| 74  | Корелино             | деревня | 1         |
| 75  | Корляки              | село    | 416       |
| 76  | Кочугаево            | деревня | 0         |
| 77  | Кричей               | деревня | 250       |
| 78  | Крутогорье           | деревня | 0         |
| 79  | Крутое               | деревня | 0         |
| 80  | Кувшинское           | село    | 167       |
| 81  | Кузнецово            | деревня | 3         |
| 82  | Кундыш-Мучакш        | деревня | 76        |
| 83  | Курдюм               | деревня | 0         |
| 84  | Лаптево              | деревня | 0         |
| 85  | Левкино              | деревня | 0         |
| 86  | Легканур             | деревня | 1         |
| 87  | Леонтьево            | деревня | 0         |
| 88  | Лопанур              | деревня | 0         |
| 89  | Лышново              | деревня | 0         |
| 90  | Люй                  | деревня | 94        |
| 91  | Люмпанур             | село    | 218       |
| 92  | Макары               | деревня | 1         |
| 93  | Малая Поломка        | деревня | 5         |
| 94  | Малая Русская Лиса   | деревня | 5         |
| 95  | Малая Шишовка        | деревня | 172       |
| 96  | Малое Притыкино      | деревня | 0         |
| 97  | Малый Убрень         | деревня | 5         |
| 98  | Марийская Лиса       | село    | 100       |
| 99  | Марийское Кубашево   | деревня | 0         |
| 100 | Марийское Тарасово   | деревня | 4         |
| 101 | Марьинская Патья     | деревня | 0         |
| 102 | Матвинур             | село    | 462       |
| 103 | Мельниково           | деревня | 70        |
| 104 | Михайловские         | деревня | 0         |
| 105 | Мурлыковка           | деревня | 0         |
| 106 | Мусерье              | село    | 43        |
| 107 | Николаевские         | деревня | 0         |
| 108 | Новый                | починок | 1         |
| 109 | Овечкино             | деревня | 0         |
| 110 | Овчинкино            | деревня | 0         |
| 111 | Одегово              | деревня | 0         |
| 112 | Ожиганово            | деревня | 3         |
| 113 | Окозино              | деревня | 73        |
| 114 | Онучино              | деревня | 5         |
| 115 | Охоткино             | деревня | 14        |
| 116 | Ошманур              | деревня | 51        |
| 117 | Ошуево               | деревня | 13        |
| 118 | Павлово              | деревня | 12        |
| 119 | Парфеново            | деревня | 0         |
| 120 | Петухи               | деревня | 12        |
| 121 | Пигозино             | деревня | 132       |
| 122 | Писарино             | деревня | 1         |
| 123 | Плешково             | деревня | 0         |
| 124 | Позиково             | деревня | 22        |
| 125 | Пьянково             | деревня | 1         |
| 126 | Рассвет              | посёлок | 55        |
| 127 | Русское Кубашево     | деревня | 10        |
| 128 | Русское Тарасово     | деревня | 13        |
| 129 | Сапогово             | деревня | 20        |
| 130 | Семкино              | деревня | 0         |
| 131 | Силино               | деревня | 0         |
| 132 | Слободские           | деревня | 11        |
| 133 | Смертино             | деревня | 55        |
| 134 | Сметанино            | село    | 307       |
| 135 | Соболево             | деревня | 9         |
| 136 | Соколово             | деревня | 13        |
| 137 | Сосново              | деревня | 4         |
| 138 | Софино               | деревня | 3         |
| 139 | Студеново            | деревня | 1         |
| 140 | Сухоречье            | деревня | 7         |
| 141 | Тамаково             | деревня | 47        |
| 142 | Тарханы              | деревня | 0         |
| 143 | Тогомово             | деревня | 46        |
| 144 | Упирково             | деревня | 1         |
| 145 | Ураково              | деревня | 0         |
| 146 | Уржум                | деревня | 1         |
| 147 | Успенские            | деревня | 3         |
| 148 | Чёрная Речка         | деревня | 0         |
| 149 | Чернышево            | деревня | 3         |
| 150 | Чесноки              | деревня | 0         |
| 151 | Шабалин              | деревня | 7         |
| 152 | Шабалино             | деревня | 0         |
| 153 | Шабры                | деревня | 3         |
| 154 | Широково             | деревня | 0         |
| 155 | Шишелово             | деревня | 4         |
| 156 | Шишковские           | деревня | 0         |
| 157 | Шуля                 | деревня | 0         |
| 158 | Шутово               | деревня | 3         |
| 159 | Яндукино             | деревня | 0         |
| 160 | Яранцево             | деревня | 0         |

## Муниципальное устройство
В рамках организации местного самоуправления в границах района функционирует Санчурский муниципальный округ (с 2004 до 2019 гг. — муниципальный район, с 2019 до 2020 гг. — городской округ).
История муниципального устройства
В конце 2004 года в составе муниципального района были созданы  7 муниципальных образований, в том числе 1 городское и 6 сельских поселений:
1. Санчурское городское поселение (пгт. Санчурск),
2. Городищенское сельское поселение (32 населённых пункта),
3. Корляковское сельское поселение (22 населённых пункта),
4. Люмпанурское сельское поселение (18 населённых пункта),
5. Матвинурское сельское поселение (14 населённых пункта),
6. Сметанинское сельское поселение (42 населённых пункта),
7. Шишовское сельское поселение (35 населённых пункта).

Законом  Кировской области от 18 декабря 2018 года Санчурское городское поселение к 1 января 2019 года было преобразовано в Санчурский городской округ. В апреле 2019 года с городским округом были объединены оставшиеся упразднённые сельские поселения бывшего муниципального района.
Законом Кировской области от 20 декабря 2019 года городской округ к январю 2020 года был преобразован в Санчурский муниципальный округ.
Район как административно-территориальная единица области сохранил свой статус, но входившие в состав района сельские округа упразднены.

## Председатели райисполкома
С 1929 по 1991 годы в райисполкоме председательствовали:
| Ф. И. О.                        | Время замещения должности   |
| ------------------------------- | --------------------------- |
| Новоселов Михаил Федорович      | июль 1929 — январь 1930     |
| Огнетов Сергей Андрианович      | февраль 1930 — март 1931    |
| Прокофьев Михаил Тимофеевич     | март 1931 — декабрь 1935    |
| Кокушкин Николай Александрович  | январь 1936 — февраль 1938  |
| Гребенев Пантелеймон Анисимович | февраль — июль 1938         |
| Козлов Павел Алексеевич         | июль — октябрь 1938         |
| Сенцов Павел Трофимович         | октябрь 1938 — январь 1940  |
| Козлов Матвей Митрофанович      | январь 1940 — ноябрь 1941   |
| Ермолаев Семен Георгиевич       | ноябрь 1941 — июнь 1943     |
| Зорин Иван Евдокимович          | июль 1943 — июнь 1945       |
| Корчагин Василий Матвеевич      | июнь 1945 — ноябрь 1946     |
| Козлов Матвей Митрофанович      | ноябрь 1946 — сентябрь 1950 |
| Коротков Александр Яковлевич    | декабрь 1950 — март 1952    |
| Саяпин Петр Иванович            | апрель — июль 1952          |
| Ермилов Петр Степанович         | июль 1952 — январь 1954     |
| Крашенинников Федор Степанович  | январь 1954 — май 1956      |
| Ещин Яков Григорьевич           | июнь 1956 — июль 1957       |
| Пахмутов Иван Андреевич         | июль 1957 — апрель 1962     |
| Добрынин Василий Александрович  | апрель — декабрь 1962       |
| Пахмутов Иван Андреевич         | март 1964 — февраль 1969    |
| Куршаков Иван Максимович        | февраль 1969 — май 1972     |
| Поспелов Анатолий Григорьевич   | июнь 1972 — февраль 1982    |
| Гущин Юрий Иванович             | февраль 1982 — июль 1988    |
| Баранов Алексей Иосифович       | июль 1988 — март 1991       |
| Яранцев Владимир Германович     | апрель — декабрь 1991       |

## Экономика
Промышленные предприятия Санчурского района:
- ОАО «Санчурский льнозавод» — выращивание и переработка льна;
- ОАО «Санчурский маслозавод» — кондитерские изделия, сгущенное молоко;
- Райпотребсоюз — торговля, производство хлеба, хлебобулочных и кондитерских изделий.

В районе имеется 12 сельских производственных кооперативов, 39 малых предприятий.
Основным природным ресурсом района является лес, которого осталось совсем немного.

## Транспорт
Транспортное сообщение между крупными населёнными пунктами и центром района осуществляется частным такси. Имеется автобусное сообщение до Йошкар-Олы (56 км) и до Кирова (284 км) через Яранск (58 км) проходящим автобусом Йошкар-Ола — Киров.
Также сообщение до Йошкар-Олы и Яранска осуществляется на маршрутных такси.

## Образование
На территории района находятся:
- ОГОБУ СПО «Санчурский государственный социально-экономический техникум» (на базе бывшего ПУ № 46),
- 3 средних школы (пгт. Санчурск, с. Корляки и с. Матвинур),
- 7 основных школы (с. Люмпанур, д. Люй, д. Б. Ихтиал, с. Вотчина, с. Кувшинское, д. Б. Шишовка и с. Галицкое),
- 7 детских садов,
- детско-юношеская спортивная школа,
- центр детского творчества.

## Культура
На территории района находятся:
- районный центр культуры и досуга;
- исторический музей;
- музыкальная школа;
- библиотека;
- сельские дома культуры и библиотеки.

## Знаменитые уроженцы
- Вершинин, Константин Андреевич — советский военачальник, главный маршал авиации, Герой Советского Союза.
- Кирпичников, Пётр Анатольевич — советский химик, член-корреспондент АН СССР (с 1976), в 1964—1988 гг. — ректор Казанского химико-технологического института, председатель Казанского филиала АН СССР (с 1982).
- Козлов, Вениамин Васильевич — российский государственный и административный деятель. Председатель Йошкар-Олинского городского собрания I—II созыва (1991—2000). Первый Глава администрации / мэр г. Йошкар-Олы Марий Эл (1991—2000). Заслуженный строитель Республики Марий Эл (1995).
- Худяков, Владимир Николаевич —  советский и российский строитель. Каменщик треста СУ № 1 / ПМК № 279 г. Йошкар-Олы Марийской АССР (1961—1988). Заслуженный строитель РСФСР (1970). Кавалер ордена Ленина (1981). Участник советско-японской войны.